# Trattato di Berwick (1639)
Il Trattato di Berwick (noto anche come Pace di Berwick o Pacificazione di Berwick) venne firmato il 19 giugno 1639 tra Inghilterra e Scozia. Pose fine alle ostilità minori avvenute fino al giorno prima. Archibald Johnston fu coinvolto nei negoziati prima che il re Carlo I d'Inghilterra fosse costretto a firmare il trattato. L'accordo, nel complesso, pose ufficialmente fine alla prima guerra episcopale anche se entrambe le parti lo vedevano solo come una tregua temporanea. Dopo la firma del trattato, il re Carlo iniziò immediatamente a raccogliere le risorse di cui aveva bisogno per rafforzare i suoi eserciti. All'inizio della seconda guerra episcopale l'accordo venne infranto. Dopo una disastrosa scaramuccia a Kelso tra l'avanguardia inglese e l'esercito scozzese dei Covenanter, il Conte di Holland fuggì al quartier generale del re a Berwick-upon-Tweed, mentre il conte di Antrim non riuscì a stabilire negoziati per portare l'esercito irlandese. Questo, insieme alla fallita campagna navale inglese ad Hamilton, significò che Carlo fu costretto a firmare una tregua. Concesse agli scozzesi il diritto ad un'assemblea ecclesiastica libera e a un parlamento libero. Il trattato venne meno quando con lo scoppio della seconda seconda guerra episcopale l'estate successiva.